# 西鉄不動産
西鉄不動産株式会社（にしてつふどうさん）は、福岡県福岡市中央区大手門に本社を置く日本の不動産会社。西日本鉄道の子会社（西鉄グループ）である。

## 沿革
1929年（昭和4年）、東邦電力の子会社として昌栄土地の社名で設立され、東京市に本店を置いた。設立後、同じく東邦電力の子会社であった九州鉄道に出資していたが、国家統制により東邦電力が解散したため九州鉄道が全株を譲り受け、子会社とした。これにより本店も九州鉄道の本社所在地である福岡市に移転した。
その後、1942年（昭和17年）に九州電気軌道が九州鉄道ほか4社を吸収合併し、西日本鉄道が成立したため、同社の子会社となった。戦後に西鉄不動産と改称している。
- 1929年（昭和4年）10月 昌栄土地株式会社として設立。東京府東京市麹町区（現東京都千代田区）丸の内1丁目6番1号に本店を置く。
- 1942年（昭和17年）3月 本店を福岡市天神町58番地に移転。
- 1952年（昭和27年）10月 宅地建物取引業法登録許可を受ける。
- 1954年（昭和29年）2月 （旧）西鉄不動産株式会社に社名変更。
- 1981年（昭和56年）3月 西鉄運輸に吸収合併され、西鉄運輸不動産株式会社となる。
- 1983年（昭和58年）4月 運輸部門を新規設立した子会社の西鉄運輸へ譲渡
- 1984年（昭和59年）7月 （新）西鉄不動産株式会社に社名変更。

## 開発住宅地
- 西鉄駅前ニュータウン三国が丘 - 西鉄大牟田線三国が丘駅前
- 三輪それり - 福岡県朝倉郡筑前町　甘木鉄道太刀洗駅最寄